# Sandra van Tol
Sandra van Tol (Rotterdam, 15 april 1973) is een Nederlands trainster en voormalig voetbalster/international. Als voetbalster kwam zij onder andere uit voor RVV LMO, Zwart-Wit 28, SV Saestum, RVVH, VV Rhoon, BVV Barendrecht, SSS en VV Papendrecht en het Nederlands Elftal.
Vanaf 2024 is zij als assistent-trainer betrokken bij ADO Den Haag (Eredivisie Vrouwen). 

## Carrière
Van Tol speelde in haar rijke carrière voor RVV LMO, Zwart-Wit '28, SV Saestum, RVVH, VV Rhoon, BVV Barendrecht, SSS en VV Papendrecht. Vooral haar periode bij SV Saestum was uiterst succesvol. Zo werd ze driemaal kampioen van de hoofdklasse (2002/2005/2006), toen nog het hoogste damesniveau. Won ze de KNVB Beker (2004) en de Super Cup (2005/2006).  
Ook speelde ze in de UEFA Womens's Cup competitie in de seizoenen 2002/03, 2005/06 en 2006/07.  
Toen in 2007 de Eredivisie voor vrouwen werd geïntroduceerd, besloot Van Tol om in het amateurvoetbal te blijven, en ging ze dichter bij huis voetballen, voor RVVH waar zij aanvoerder werd.  
Na 4 seizoenen bij de Ridderkerkse damesploeg stapte ze over naar VV Rhoon waar ze wederom aanvoerder werd. Hierna heeft ze nog gevoetbald voor BVV Barendrecht, SSS, VV Papendrecht. 
Van Tol speelde in haar carrière 83 interlands voor het Nederlands elftal, waar ze in 2003, wegens privé-omstandigheden, voor bedankte.  
Als assistent-trainer is zij betrokken geweest bij de Koninklijke Nederlandse Voetbalbond, Feyenoord MO15, jeugd VV Papendrecht, Excelsior Rotterdam, Feyenoord (vrouwenvoetbal). 
Vanaf 2019 was zij betrokken bij Excelsior Rotterdam Vrouwen. Na twee seizoenen ging ze aan de slag als hoofdtrainer van de Feyenoord Vrouwen Beloften. Bij Feyenoord werd ze na een seizoen doorgeschoven naar het eerste elftal, waar ze als assistent van Danny Mulder aan de slag zou gaan.
In de zomer van 2024 maakte zij de overstap naar ADO Den Haag (vrouwenvoetbal) nadat haar contract bij Feyenoord niet werd verlengd.